# リノベる
リノベる株式会社（りのべる、英: Renoveru,Inc.）は、リノベーションプラットフォームを構築し、住宅やビルなどのリノベーションを提供する日本の企業。

## 概要
2010年4月に設立。ミッションに「日本の暮らしを、世界で一番、かしこく素敵に。」を掲げ、リノベーションプラットフォームを構築、事業展開している。
個人向けに、中古マンション探しとリノベーションのワンストップサービス「リノベる。」を全国で展開するほか、企業・法人向けに、不動産の有効活用、まちづくりにつながるリノベーションを提案する「都市創造事業」を展開している。直近では、リノベーションに特化したプロダクト開発やスマートホーム提案も進めている。
2020年「NEXTユニコーン」調査（日本経済新聞）における企業価値ランキングで19位。
2021年、 米ビジネス誌『Fast Company』選出の『Fast Company’s Most Innovative Companies 2021』、Urban Development / Real Estate部門において7位。

## 沿革
- 2010年4月 - リノベる株式会社を設立。千駄ヶ谷ショールームをオープン。
- 2015年8月 - 本社を東京都渋谷区渋谷に移転
- 2016年3月 - 東京急行電鉄株式会社（現東急株式会社）と資本・業務提携[4]
- 2016年8月 - 株式会社静岡銀行と業務提携[5]
- 2017年3月 - 三井物産株式会社と資本業務提携[6][7]
- 2019年11月 - NTT都市開発株式会社と資本・業務提携[8][9]
- 2019年12月 - 大阪オフィスを大阪府大阪市西区に移転
- 2020年1月 - 株式会社アドレスに出資[10][11]
- 2020年4月 -一般社団法人 LIVING TECH協会（リビングテック協会）を設立。[12][13]
- 2020年6月 - 2020年11月 - 本社を東京都港区に移転
- 2021年11月 -クリアル株式会社と業務提携[14]
- 2023年4月 ‐積水化学工業と資本業務提携[15]
- 2023年11月 ‐脱炭素化支援機構から資金調達[16]

## テレビ番組
- 日経スペシャル カンブリア宮殿 空き家が毎年60万戸増える時代に、理想の我が家を手に入れる。中古住宅革命の全貌！（2018年9月13日、テレビ東京）[17]